# 瑞鷹 (アニメ製作会社)
瑞鷹株式会社（ずいよう、英: ZUIYO Co., Ltd.）は、日本のアニメ企画製作会社。前身は瑞鷹エンタープライズ（ずいようエンタープライズ）。
テレビアニメ『ムーミン』『山ねずみロッキーチャック』『アルプスの少女ハイジ』『ポピーザぱフォーマー』などの企画製作で知られる。
熊本県に所在する酒造会社の瑞鷹とは無関係である。

## 概要
1969年3月、CF制作プロダクションの日本テレビジョンでアニメ制作を担っていた映画部が、村田英憲によってTCJ動画センター（後のエイケン）として分社化する際、映画部企画室長の職にいた高橋茂人は村田と制作理念が異なることから、アニメーションの企画と版権営業（番組販売）を事業とする瑞鷹エンタープライズを設立し独立。ロゴは漫画家の白土三平がデザイン。社名の由来は、瑞はおめでたい言葉で鷹は高橋の家紋の鷹の羽から。
この時代のアニメ企画作品としてはTCJ時代の高橋が関わった『サスケ』（1968年9月 - 1969年3月）からの繋がりで、同じ白土三平原作の『忍風カムイ外伝』（1969年4月 - 9月）がある。同作は事実上、企画制作がTCJ動画センターで、版権窓口が瑞鷹となっている。
1969年に放送開始した『ムーミン』（1969年10月 - 1970年12月・制作は東京ムービー、途中から虫プロダクション）は、高橋が原作者のトーベ・ヤンソンの住むフィンランドへ赴き、日本で初めて海外文学の著作権者から二次的著作物となるアニメ化の許諾を得て製作された。その後も『アンデルセン物語』（1971年1月 - 12月）、『新ムーミン』（1972年1月 - 12月）といった海外童話ものの作品を企画製作した。
1972年にアニメ制作スタジオとして多摩市にズイヨー映像を設立 。電通のイベントプロデューサーであった小谷正一の紹介で聯合広告社代表の本橋浩一が社長に就任した 。森康二、中島順三、佐藤昭司を招いて 、アメリカの児童絵本が原作の『山ねずみロッキーチャック』からアニメーションの企画と実制作をズイヨー映像で行う体制が整う。また、手塚治虫のマネージャー兼アニメプロデューサーの西崎義展が虫プロ商事、オフィス・アカデミーと兼任で当社制作部長に就任し、1973年4月に西崎の企画である『ワンサくん』を虫プロダクションの実制作で放送したが、同社は制作終了後の同年11月に倒産した。
同じころには少年時代に高橋が愛読して感激しTCJ時代にはパイロット版も制作した念願の『アルプスの少女ハイジ』の企画制作が進み、当時東京ムービー作品の制作を担っていたAプロダクションから高畑勲・小田部羊一・宮崎駿らが高橋の招聘によりズイヨー映像に転職。1974年に『アルプスの少女ハイジ』が放映されると、“日常生活を丁寧に描いたアニメ作品”という新機軸を開拓し、作品的にも商業的にも大成功を収めた。なお、西崎義展は同時期に自ら企画した『宇宙戦艦ヤマト』製作のため退社した。
1975年3月、高橋の海外出張中に本橋がズイヨー映像のスタジオとスタッフをそのまま引き継ぐ格好で日本アニメーションを設立した 。これは「本橋のズイヨー映像乗っ取り」ないし「ズイヨー映像から高橋を追放」とも見られたが、現場は突然の出来事に困惑したという 。そのため『小さなバイキングビッケ』（1974年4月 - 1975年9月）・『フランダースの犬』（1975年1月 - 12月）・『みつばちマーヤの冒険』（1975年4月 - 1976年4月）は放送途中から製作と著作権が日本アニメーションに変更された。なお、ズイヨー映像は現在も日本アニメーション役員を代表者として法人格は存続している。この組織改編は当事者が多くを語らなかったため、長らくアニメ業界の闇とされていた 。
1979年にテレビアニメを再編集した『劇場版 アルプスの少女ハイジ』（1979年3月）を制作。アニメ版『アルプスの少女ハイジ』の著作権をめぐり長い裁判を経て、1983年からアメリカの児童絵本のキャラクターを使用した『ピュア島の仲間たち』によりアニメの企画製作を再開。
1984年10月から『森のトントたち』が放送される。同年2月に高橋は同作の取材と『ムーミン』の再アニメ化の権利獲得交渉のためにフィンランドへ出張していたが 、自動車乗車中に側面衝突を受ける交通事故に遭って重体となり、生涯車椅子が手放せなくなった 。
その後業績が低迷し、瑞鷹エンタープライズが総合プロデュース機構（そうごうプロデュースきこう）へ社名変更後の1988年5月、2回目の1号不渡りを出して銀行取引停止処分となったことが帝国データバンクより発表された。1988年12月に設立した瑞鷹株式会社へ実質的な新旧分離が行われた。

ムーミンの再アニメ化はフィンランド人が設立したオランダのテレビ制作会社テレスクリーンの日本法人製作による『楽しいムーミン一家』に決まり、日本では原作者の意向により『ムーミン』の再放送やビデオソフトの新規展開が封印状態となった。
高橋はアニメ製作・出資に新規事業として進出した丸紅をパートナーとし、海外の児童絵本原作の『フォックスウッドものがたり』と『妖精ディック』の企画を行った。
1999年に「新アルプスの少女『ハイジとクララ』」がお披露目されるもアニメ化は頓挫。2000年1月に親族の高橋茂美・高橋友茂により超低予算のコンピュータアニメーション『ポピーザぱフォーマー』の自社制作を行いキッズステーションで放送。2003年までに日本コロムビアから発売したDVDビデオの売上が12万枚を突破した。
以降は短編CGアニメの制作と『アルプスの少女ハイジ』・『小さなバイキング ビッケ』など過去作品のキャラクターライセンスビジネスを行っている。
2008年にズイヨー映像が製作したアニメ版の『小さなバイキング ビッケ』・『アルプスの少女ハイジ』のライセンスをベルギーのStudio 100が獲得し、同社によって3Dコンピュータアニメーションのリメイク版が2019年にかけて制作され、日本では『小さなバイキング ビッケ』が日本語吹替版ありで劇場公開された。
高橋は2015年12月に逝去したことが、2016年4月1日に東京新聞夕刊で掲載した連載コラム記事「ハイジが生まれた日」（著:ちばかおり、後に書籍化）最終回によって公にされた。2019年3月開催の東京アニメアワード2019で功労部門に選出された。

## 作品履歴

### 瑞鷹エンタープライズ時代
| 年     | 期間              | タイトル                                    | 備考 |
| ------ | ----------------- | ------------------------------------------- | --- |
| 1969年 | 4月 - 9月         | 忍風カムイ外伝                              | 制作：TCJ動画センター                                                                                                   |
| 1969年 | 10月 - 1970年12月 | ムーミン                                    | 制作：東京ムービー 放送延長が決定したが東京ムービーは『ルパン三世』の制作に入るため、第27話以降は虫プロダクションへ変更 |
| 1971年 | 1月 - 12月        | アンデルセン物語                            | 制作：虫プロダクション                                                                                                  |
| 1972年 | 1月 - 12月        | ムーミン（新）                              | 制作：虫プロダクション                                                                                                  |
| 1973年 | 4月 - 9月         | ワンサくん                                  | 制作：虫プロダクション 版権は西崎義展に譲渡していたが1997年より東北新社が所有                                           |
| 1979年 | 3月               | 劇場版アルプスの少女ハイジ                  | |
| 1983年 | 7月 - 12月        | セレンディピティ物語より ピュア島の仲間たち | 共同製作：協和広告、アニメーション制作：シャフト                                                                        |
| 1984年 | 10月 - 1985年3月  | 森のトントたち                              | アニメーション制作：シャフト                                                                                            |

### ズイヨー映像時代
| 開始年 | 放送期間                        | タイトル                 | 備考                                     |
| ------ | ------------------------------- | ------------------------ | ---------------------------------------- |
| 1973年 | 1月 - 12月                      | 山ねずみロッキーチャック |                                          |
| 1974年 | 1月 - 12月                      | アルプスの少女ハイジ     |                                          |
| 1974年 | 4月 - 1975年9月                 | 小さなバイキングビッケ   | 第1話 - 第52話までの権利を所持（全78話） |
| 1975年 | 1月 - 12月                      | フランダースの犬         | 日本アニメーションが権利を所持           |
| 1975年 | 4月（腸捻転解消後） - 1976年4月 | みつばちマーヤの冒険     | 日本アニメーションが権利を所持           |

### 瑞鷹（ズイヨー）時代
| 年     | 期間             | タイトル                     | 備考                                                                                     |
| ------ | ---------------- | ---------------------------- | ---------------------------------------------------------------------------------------- |
| 1991年 | - 1992年         | フォックスウッドものがたり   | OVA、企画・制作 製作：丸紅・日本コロムビア、アニメーション制作：グルーパープロダクション |
| 1992年 | 6月 - 12月       | 妖精ディック                 | 製作：丸紅、アニメーション制作：グルーパープロダクション                                 |
| 2000年 | 1月 - 2001年3月  | ポピーザぱフォーマー         |                                                                                          |
| 2004年 | N/A              | MUSHIOTOKO（ムシオトコ）     |                                                                                          |
| 2005年 | N/A              | RAHMAN～らーまん～           |                                                                                          |
| 2007年 | N/A              | 兵庫のおじさん               |                                                                                          |
| 2007年 | 11月 - 2008年2月 | エレキング the Animation     |                                                                                          |
| 2010年 | 5月              | 低燃費少女ハイジ             | ネット配信                                                                               |
| 2016年 | 8月 - 2017年9月  | アルプスの少女?ちゃらおんじ  |                                                                                          |
| 2017年 | N/A              | アルプスの少女?ちゃらおんじZ |                                                                                          |